# رحمت‌آباد (حرمک)
رحمت‌آباد یا محمدگل شه بخش روستایی در دهستان حرمک بخش مرکزی شهرستان زاهدان استان سیستان و بلوچستان ایران است.

## جمعیت
بر پایه سرشماری عمومی نفوس و مسکن در سال ۱۳۹۵ جمعیت این روستا ۲۰ نفر (۴خانوار) بوده‌است.